# Präsidentschafts- und Parlamentswahl in Haiti 2006

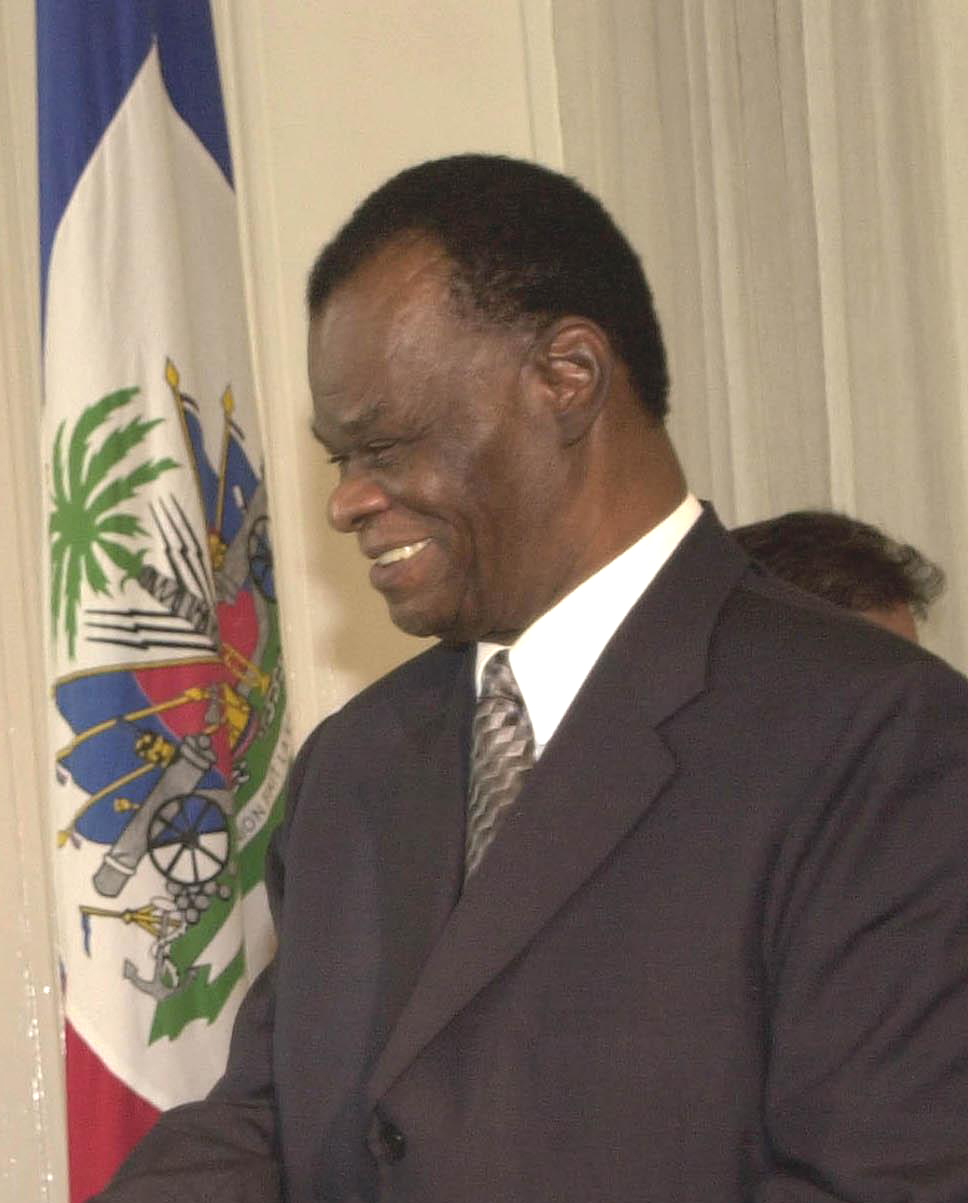
Boniface Alexandre

Die Wahlen in Haiti 2006 fanden am 7. Februar 2006 statt. Nach dem Sturz von Jean-Bertrand Aristide im Jahr 2004 war der Oberste Richter Boniface Alexandre damit beauftragt worden, die Amtsgeschäfte des Präsidenten zu führen, während Gérard Latortue einer Übergangsregierung als Premierminister vorstand.
Durch die Wahlen sollten verfassungsgemäß das Amt des Präsidenten, der Senat und die Abgeordnetenkammer neu besetzt werden. Der Termin der Wahlen musste mehrfach verschoben werden. Schließlich lag die Wahlbeteiligung bei 60 Prozent. Der zweite Wahlgang für die Mitglieder der Abgeordnetenkammer fand am 21. April 2006 statt.

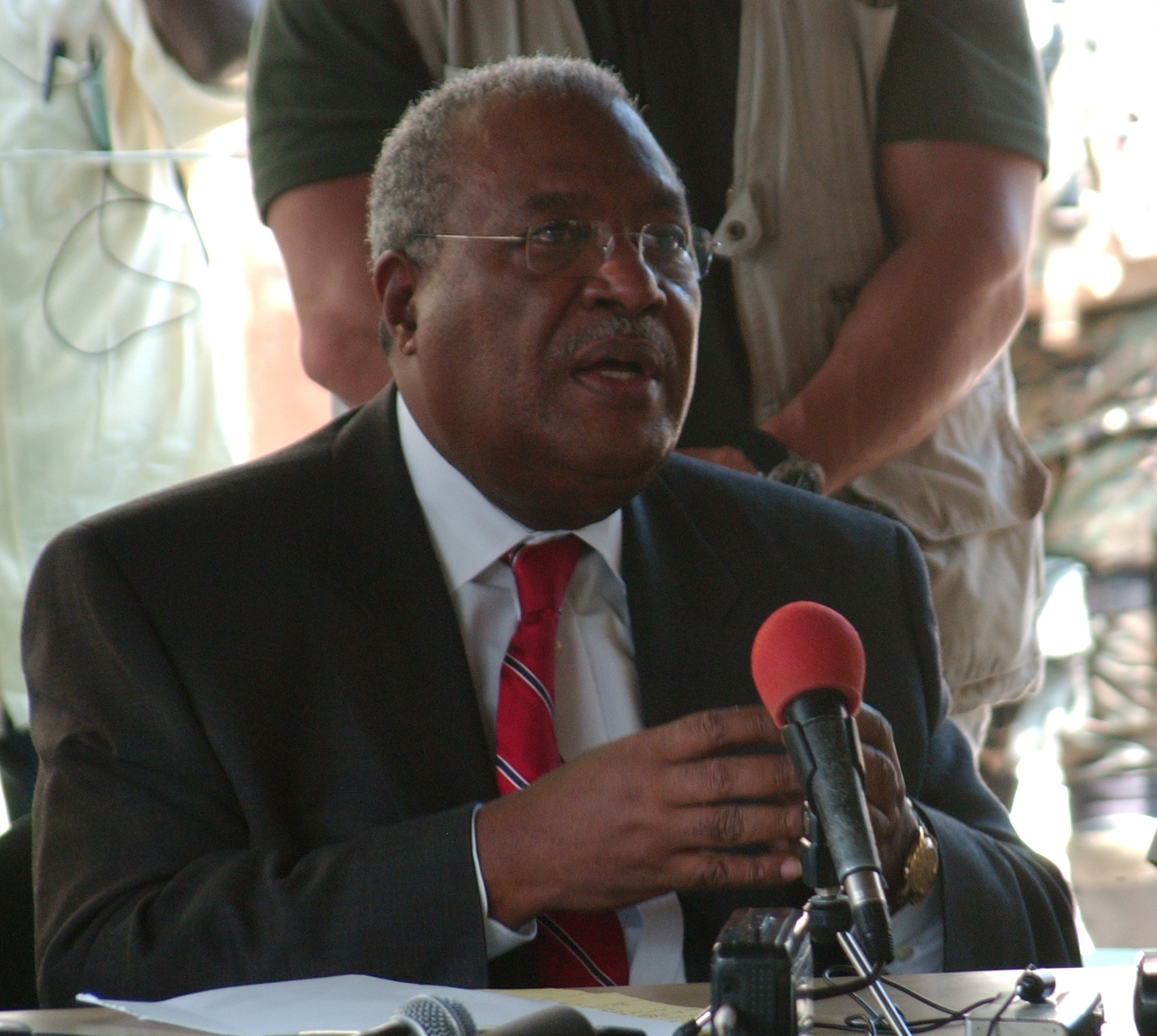
Gérard Latortue

## Hintergrund

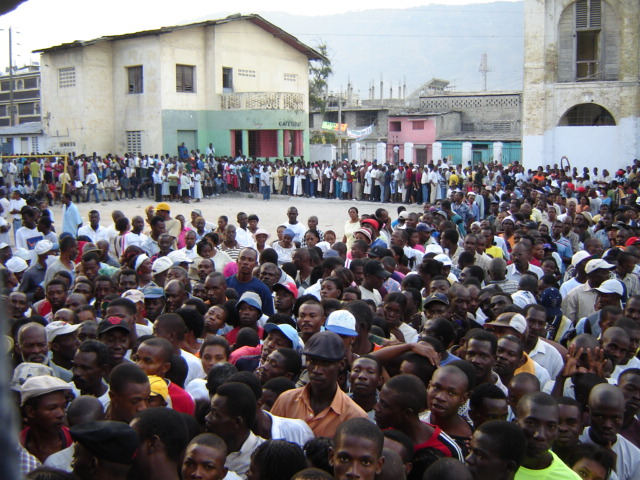
Wahlen in Haiti 2006: Schlangen vor einem Wahllokal

Der Ablauf der Wahlen war von zahlreichen Kontroversen geprägt, darunter Boykottdrohungen einer der großen politischen Parteien, anhaltende politische Gewalt und die Nichtzulassung eines Kandidaten trotz einer Entscheidung des Obersten Gerichtshofs.
Die Wahlen fanden statt, als Haiti unter der Ägide der MINUSTAH stand, einer vom Sicherheitsrat der Vereinten Nationen eingesetzten multinationalen UN-Truppe, die im Juni 2004 ihre Arbeit aufgenommen hatte.
Die Wahlen in Haiti hatten ursprünglich am 9. Oktober 2005 mit den Kommunalwahlen beginnen sollen, gefolgt von den nationalen Wahlen am 13. November 2005 und einer zweiten Runde am 18. Dezember 2005. Im August 2005 beschloss der Conseil électoral provisoire (CEP; provisorischer Wahlrat), die Kommunalwahlen auf ein unbestimmtes Datum Ende Dezember zu verschieben, um sich auf die Einhaltung des neuen Termins für die Präsidentschaftswahlen am 6. November konzentrieren zu können.
Am 7. September wurden die Termine erneut geändert, nun für die Präsidentschaftswahlen. Der erste Wahlgang wurde auf den 20. November 2005 und der zweite Wahlgang auf den 3. Januar 2006 verschoben. Am 18. November 2005 wurde der Termin für die Präsidentschafts- und Parlamentswahlen zum dritten Mal verschoben; sie sollten nun am 27. Dezember stattfinden, mit einer Stichwahl am 31. Januar 2006. Am 25. November wurde der Termin zum vierten Mal verschoben; sie sollten nun am 8. Januar bzw. 15. Februar 2006 stattfinden.
Die Wahlen wurden erneut verschoben, ohne dass ein neues Datum bekannt gegeben wurde, obwohl der 7. Februar 2006 als wahrscheinlicher Termin für die erste Runde galt. Die Kommunalwahlen, die ursprünglich am 11. Dezember 2005 hatten stattfinden sollen, wurden auf den 5. März 2006 verschoben.
Ursprünglich war die Machtübergabe an die gewählte Regierung für den 7. Februar 2006 vorgesehen, aber auch dieser Termin wurde verschoben, ohne dass ein offizieller neuer Termin genannt wurde. Die erste Runde der Präsidentschafts- und Parlamentswahlen fand schließlich am 7. Februar 2006 statt. Die Stichwahlen für die Abgeordnetenkammer von Haiti fanden am 21. April statt.
Am Wahltag wurde die Wahlzeit aufgrund zahlreicher organisatorischer Probleme, eines Mangels an Wahlhelfern, fehlender Stimmzettel und extrem langer Warteschlangen um mindestens zwei Stunden verlängert. In Cité Soleil, einem verarmten Gebiet mit drei- bis sechshunderttausend Einwohnern, das von informellen, illegalen armeeähnlichen Banden kontrolliert wurde, die sich zu Aristide bekannten, wurden keine Wahllokale eingerichtet.

## Präsidentschaftswahl

### Kandidaten (Auswahl)
Insgesamt traten 35 Kandidaten zu der Wahl an, unter anderem:
- Charles Henri Baker (RESPÉ; kreolisch: Regwoupman Sitwayen Pou Espwa, Bürgergruppierung der Hoffnung)
- Marc Bazin (MIDH; Mouvement pour l'Instauration de la Démocracie en Haïti, Bewegung für die Einführung der Demokratie in Haiti)
- Bonivert Claude (PSR; Parti Social Rénové, Erneuerte Sozialistische Partei)
- Paul Denis (OPL; Organisation du Peuple en Lutte, Organisation des kämpfenden Volkes)
- Hubert de Ronceray (GFCD; Grand Front Centre Droit, Große Front der rechten Mitte)
- Rigaud Duplan (JPDN; Justice pour la Paix et le Développement National, Gerechtigkeit für Frieden und nationale Entwicklung)
- Reynold Georges (ALAH; Alliance pour la Libération et l’Avancement d’Haïti, Allianz für die Befreiung und den Fortschritt Haitis)
- Serge Gilles (FUSION; Fusion des Sociaux-Démocrates Haïtienne, Zusammenschluss der haitianischen Sozialdemokraten)
- Gérard Gourgue (MUP; Mouvement Union Patriotique, Bewegung Patriotische Union)
- Chavannes Jeune (UNION; Union Nationale Chrétienne pour la Reconstruction d’Haïti, Nationale Christliche Union für den Wiederaufbau von Haiti)
- Leslie François Manigat (RDNP; Rassemblement des Démocrats Nationaux Progressistes, Sammlung der Nationalen Progressiven Demokraten)
- Luc Mésadieu (MOCHRENA; Mouvement Chrétien pour une Nouvelle Haïti, Christliche Bewegung für ein neues Haiti)
- Nicolas Evans (URN; Union pour la Reconstruction Nationale, Union für den nationalen Wiederaufbau)
- Evans Paul (ALYANS; kreolisch: Alyans Demokratik, Demokratische Allianz)
- Guy Philippe (FRN; Front pour la Reconstruction Nationale, Front für den Nationalen Wiederaufbau)
- René Préval (FL; kreolisch: Fwon Lespwa, Front der Hoffnung)
- Himmler Rébu (GREH; Rassemblement pour l’Évolution d’Haïti, Sammlung für die Entwicklung Haitis)
- Franck Romain (PACAPALAH; Parti Camp Patriotique et l'Alliance Haïtienne, Partei des patriotischen Lagers und der haitianischen Allianz)
- Dany Toussaint (MODEREH; Mouvement Démocratique et Réformiste Haïtien, Haitianische Demokratie- und Reformbewegung)

#### René Préval

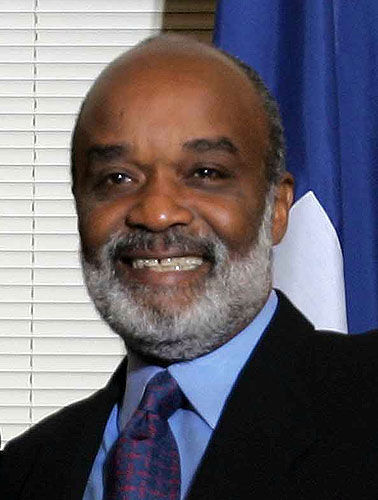
René Préval (2006)

Préval war bereits von 1996 bis 2000 Präsident von Haiti gewesen. Er war erst der zweite Präsident Haitis, der aufgrund des natürlichen Ablaufs seiner Amtszeit aus dem Amt schied; alle anderen wurden aus dem Amt geputscht oder verloren ihr Leben während der Amtszeit. Préval hatte während der letzten Jahre der Diktatur von Jean-Claude Duvalier im Exil gelebt und kehrte nach dessen Sturz zurück, um in Wohltätigkeitsorganisationen zu arbeiten. Er diente als Premierminister unter Aristide während dessen erster Amtszeit bis zu dem Militärputsch, der Aristide 1991 stürzte. Im Jahr 1996 wurde er als Kandidat der Partei Fanmi Lavalas zum Präsidenten gewählt und übte sein Amt bis 2001 aus.
In seiner Amtszeit hatte Préval sich vor allem bei der Privatisierung staatlicher Unternehmen als Reformer erwiesen. Sein Umgang mit dem Internationalen Währungsfonds war umstritten. Die Arbeitslosenquote in Haiti war unter Préval recht hoch, sank jedoch am Ende seiner Amtszeit auf einen der niedrigsten Werte seit dem Sturz Duvaliers.
Während seines Wahlkampfs versuchte er, sich von jeder früheren Verbindung zur Lavalas-Partei zu distanzieren und trat als Kandidat der Lespwa an. Preval befürwortete die Präsenz der UN-Truppen in Haiti.

#### Charles Henri Baker
Charles-Henry Jean-Marie Baker (geboren am 3. Juni 1955 in Port-au Prince) ist ein haitianischer Industrieller mit Wohnsitz in den USA. Ursprünglich bezeichnete er sich als Unabhängiger, verbündete sich jedoch mit der Partei Komba. Baker ist ein ehemaliges Mitglied der Groupe des 184, eines losen Zusammenschlusses von Wirtschaftsführern, Kirchenvertretern und Nichtregierungsorganisationen, die sich im Jahr 2004 gegen die Regierung von Aristide gestellt hatten. Baker, der weiße Hautfarbe hat, galt weithin als der Wunschkandidat der wohlhabenden herrschenden Klasse Haitis und als Favorit der internationalen Geschäftswelt.

#### Leslie Manigat
Manigat war im Jahr 1988 nach dem Sturz der Diktatur von Jean-Claude Duvalier in einer korrupten, vom Militär gesteuerten Wahl zum Präsidenten gewählt worden. Er kam bei einer extrem niedrigen Wahlbeteiligung an die Macht. Nur wenige Monate später wurde Manigats Regierung von General Henri Namphy gestürzt. Während der Herrschaft von François Duvalier hatte Manigat 23 Jahre im Exil verbracht. Im Jahr 1979 gründete er in Caracas mit anderen im Exil befindlichen Gegnern Duvaliers eine Partei, die „Sammlung der Nationalen Progressiven Demokraten“. 1987 scheiterte der erste Versuch einer demokratischen Wahl. Die Wahlen wurden auf Februar 1988 verschoben, und Manigat gewann, wobei viele politische Parteien den Urnengang boykottierten. Er hatte die Unterstützung des Militärs, doch als er im Amt war, strebte er eine stärkere Kontrolle über das Militär an, um, wie er sagte, gegen die Korruption vorzugehen. Nach dem Staatsstreich von General Namphy arbeitete Manigat als Gastwissenschaftler in Washington D.C., Paris und Genf.

#### Guy Philippe
Philippe war vor allem für seine Rolle bei der Rebellion in Haiti im Jahr 2004 bekannt, bei der die Regierung von Jean-Bertrand Aristide u. a. wegen angeblichen Wahlbetrugs bei den Parlamentswahlen im Jahr 2000 gestürzt wurde. Philippes Beteiligung lässt sich bis ins Jahr 2000 zurückverfolgen, als er gezwungen war, in die Dominikanische Republik zu fliehen, nachdem er an einem gescheiterten Putschversuch gegen die erste Regierung von René Preval beteiligt war. Er war Polizeichef in Cap-Haïtien, als er im Dezember 2001 erneut beschuldigt wurde, einen weiteren Putschversuch gegen die Regierung Aristide geplant zu haben. Als die Unruhen bei dem Aufstand 2004 in eine Rebellion übergingen, gab Philippe öffentlich bekannt, dass er sich den Putschisten anschloss. Er übernahm eine Führungsrolle, die er sich mit dem Mitanführer Louis-Jodel Chamblain teilte, der von einigen als berüchtigter Kriegsverbrecher angesehen wurde.
Am 11. Juli 2005 kündigte Philippe an, dass er für die Partei Front für den nationalen Wiederaufbau (FRN) als Präsidentschaftskandidat antreten werde. Die FRN war seine Guerillagruppe, die an der Rebellion von 2004 beteiligt war. Anfang 2005 wurde die FRN als politische Partei anerkannt.

#### Marc Bazin
Bazin war ehemaliger Finanz- und Wirtschaftsminister unter der Diktatur von Jean-Claude Duvalier. Er war auch als Beamter für die Weltbank tätig. Bei den Wahlen des Jahres 1990 erhielt Bazin 14 Prozent der Stimmen und unterlag damit Jean-Bertrand Aristide. Während des vorübergehenden Staatsstreichs, der Aristide 1991 ablöste, wurde Bazin zum Premierminister ernannt.
Bazin war ein konservativer Politiker, der versuchte, ausländische Investitionen nach Haiti zu holen. Bei den Wahlen 2006 trat er in einem Bündnis mit seiner Partei MIDH (Mouvement pour l'Instauration de la Démocratie en Haïti) und der populären Fanmi Lavalas an. Bazin war ein erbitterter Feind von Aristide, so dass es überraschend war, dass dieses Bündnis zustande kam. Auf der Grundlage von Anträgen auf Informationsfreiheit in den Vereinigten Staaten ergaben sich Beweise dafür, dass das aus dem US-Bundeshaushalt finanzierte International Republican Institute (IRI) an Bazins Kampagne beteiligt war und ganz allgemein an der Organisation politischer Parteien in Haiti mitgewirkt hat.

### Nicht zugelassene Kandidaten

#### Gérard Jean-Juste
Jean-Juste war ein römisch-katholischer Priester, Befreiungstheologe und Unterstützer der Partei Fanmi Lavalas. Er war bekannt für seine engen Beziehungen zum ehemaligen Präsidenten Jean-Bertrand Aristide. Jean-Juste war bei in den städtischen Slums wegen seiner Befreiungstheologie und der von ihm gepredigten Unterstützung für die Armen und Kinder sehr beliebt.
Mitte 2005 war Jean-Juste unter unklaren Umständen in die Entführung und anschließende Ermordung des Journalisten Jacques Roche verwickelt worden. Er wurde in Haft genommen und von Amnesty International zu einem politischen Gefangenen erklärt. Im September 2005 versuchte die Fanmi Lavalas, Jean-Juste als Präsidentschaftskandidaten zu registrieren, was ihr jedoch verwehrt wurde. Der provisorische Wahlrat erklärte, das Wahlgesetz verlange, dass sich die Kandidaten persönlich registrieren lassen.
Bei der Präsidentschaftswahl vom 7. Februar 2005 unterstützte Jean-Juste daraufhin offiziell Rene Preval.

#### Dumarsais Siméus
Siméus war ein wohlhabender Geschäftsmann und Eigentümer von Simeus Foods in Fort Worth, Texas. Ursprünglich stammte er aus Pont-Sondé in Haiti. Auf politischer Ebene unterhielt Siméus enge Beziehungen zur Bush-Regierung, unter anderem als Mitglied der Haiti-Taskforce von Jeb Bush und durch Großspenden an die Republikanische Partei. Siméus erklärte im September 2005 seine Absicht, für das Amt des haitianischen Präsidenten zu kandidieren.
Es kam zu Kontroversen darüber, ob Siméus für die Präsidentschaftskandidatur qualifiziert sei oder nicht. Nach der Verfassung von 1987 muss ein Präsidentschaftskandidat fünf Jahre vor der Wahl in einer Immobilie in Haiti gelebt haben, die er besitzt. Dies traf für Siméus nicht zu. Der Oberste Gerichtshof entschied jedoch mehrfach, dass Siméus Name auf den Wahlzettel gesetzt werden sollte, weil er aufgrund besonderer Umstände qualifiziert sei. Die Wahlbehörde weigerte sich jedoch, da er die US-amerikanische Staatsbürgerschaft besaß und die Verfassung Ausländern die Kandidatur verbietet.

### Ergebnis
René Préval lag mit der Lespwa bei der Auszählung der Stimmen mit 48,8 Prozent der Stimmen in Führung. Dies war weniger als die für die Wahl im ersten Wahlgang erforderlichen 50 Prozent. Préval sprach von Betrug und auf einer Mülldeponie gefundene Wahltüten und markierte Stimmzettel lösten Straßenproteste seiner Anhänger aus.
Die MINUSTAH sprach von einem „offensichtlichen schweren Verstoß gegen den Wahlprozess“. Am 16. Februar wurde nach Gesprächen zwischen dem Wahlrat und der Übergangsregierung vereinbart, dass leere Stimmzettel bei der Berechnung des Stimmergebnisses nicht berücksichtigt werden sollten, was zu einem Gesamtergebnis von 51,1 Prozent für Preval führte. Ein zweiter Wahlgang zur Wahl des Präsidenten konnte somit vermieden werden.
| Kandidat                                | Partei   | Stimmen   | Prozent |
| --------------------------------------- | -------- | --------- | ------- |
| René Préval                             | Lespwa   | 992.766   | 51,21   |
| Leslie Manigat                          | RPND     | 240.306   | 12,40   |
| Charles Henri Baker                     | RESPÉ    | 159.683   | 8,24    |
| Jean Chavannes Jeune                    | UNION    | 108.283   | 5,59    |
| Luc Mesadieu                            | MOCHRENA | 64.850    | 3,35    |
| Serge Gilles                            | FUSION   | 50.796    | 2,62    |
| Paul Denis                              | OPL      | 50.751    | 2,62    |
| Evans Paul                              | ALYANS   | 48.232    | 2,49    |
| Guy Philippe                            | FRN      | 37.303    | 1,92    |
| Luc Fleurinord                          | IMNR     | 36.912    | 1,90    |
| Joseph Hubert de Ronceray               | GFCD     | 18.459    | 0,95    |
| Marc Bazin                              | MIDH     | 13.136    | 0,68    |
| andere unter 10.000 Stimmen             |          |           |         |
| Gültig gezählte Stimmen                 |          | 1.938.641 | 100,00  |
| ungültige Stimmen und leere Stimmzettel |          | 155.306   |         |
| Gesamtwahlbeteiligung                   |          | 2,093,947 |         |
| Registrierte Wähler                     |          | 3,533,430 |         |
| Wahlbeteiligung                         |          |           | 59.26   |

## Senatswahl
Da die Amtszeit aller Senatoren abgelaufen war, mussten 30 Sitze neu vergeben werden. Die Kandidaten wurden für 2, 4 und 6 Jahre gewählt, um zu dem verfassungsmäßigen Turnus zurückzukehren, nach dem alle zwei Jahre ein Drittel des Senats neu gewählt wird.
Die Sitze werden in den Départements (als Wahlbezirke) nach Mehrheitswahlsystem vergeben.
| Partei                 | Stimmen   | Prozent | Sitze |
| ---------------------- | --------- | ------- | ----- |
| Lespwa                 | 768.487   | 18,95   | 13    |
| RPND                   | 433.438   | 10,69   | 1     |
| FUSION                 | 400.852   | 9,89    | 4     |
| Fanmi Lavalas          | 330.413   | 8,15    | 2     |
| OPL                    | 243.047   | 5,99    | 3     |
| UNION                  | 174.757   | 4,31    | 2     |
| L'Artibonite in Action | 110.775   | 2,73    | 2     |
| ALYANS                 | 247.361   | 6,10    | 1     |
| MOCHRENA               | 199.711   | 4,93    | 0     |
| andere                 |           |         | 2     |
| Summe                  | 4.054.332 | 100,00  | 30    |

## Wahl zur Abgeordnetenkammer
Im Jahr 2006 hatte die Abgeordnetenkammer 99 Sitze, die in Stimmbezirken nach dem Mehrheitswahlsystem vergeben wurden.
Nach dem zweiten Wahlgang und einer Wahlwiederholung in einigen Stimmbezirken ergab sich folgendes Ergebnis.
| Partei          | Sitze |
| --------------- | ----- |
| Lespwa          | 23    |
| RPND            | 17    |
| Fanmi Lavalas   | 16    |
| OPL             | 13    |
| RESPÉ           | 10    |
| Haïti en Action | 5     |
| FUSION          | 1     |
| ALAH            | 1     |
| ALYANS          | 1     |
| FRN             | 1     |
| Unabhängige     | 11    |
| Summe           | 99    |

## Vorwürfe wegen Wahlmanipulation
In ersten gemeldeten Hochrechnungen erhielt Preval zunächst mehr als 60 Prozent der Stimmen. Ungültige Stimmen, Betrugsvorwürfe, Fehler und der Entdeckung von Tausenden von in Port-au-Prince weggeworfenen und verbrannten Stimmzetteln führten zu der Anordnung der Übergangsregierung, die Veröffentlichung endgültiger Wahlergebnisse bis zur Untersuchung eines möglichen Wahlbetrugs zu stoppen.
Als der provisorische Wahlrat bekannt gab, dass Prevals Stimmenzahl unter die für die Vermeidung eines zweiten Wahlgangs erforderlichen 50 Prozent gerutscht war, marschierten Tausende seiner Anhänger durch Port-au-Prince, um gegen den ihrer Meinung nach bestehenden Versuch zu protestieren, die Stimmenauszählung zu manipulieren und die Unterstützung für Preval zu unterdrücken. Mindestens zwei der neun Mitglieder des Wahlrats behaupteten ebenfalls, dass die Auszählung der Stimmen manipuliert worden sei.
Von den 2,2 Millionen abgegebenen Stimmen wurden etwa 125.000 für ungültig erklärt. Weitere 4 Prozent der Stimmzettel waren ungültig, wurden aber bei der Auszählung berücksichtigt, wodurch sich der prozentuale Anteil der Stimmen, die ein Kandidat erhält, verringerte.
Am 14. Februar 2006 ordnete die Interimsregierung an, die Veröffentlichung der vollständigen Wahlergebnisse bis zur Untersuchung des mutmaßlichen Wahlbetrugs zu stoppen.